# Juan Tello Palacios
Juan Diego Tello Palacios (Medellín, Colombia, 11 de mayo de 1985) es un jugador de baloncesto colombiano con ciudadanía española que pertenece a la plantilla de Paisas de Medellín de la Liga Profesional de Baloncesto de Colombia. Con 2,05 metros de estatura, juega en la posición de ala-pívot.

## Trayectoria
Se formó como jugador en el instituto Our Savior New American de Centereach (Nueva York). En su último año promedió 20.2 puntos, 9.3 rebotes y 2.2 robos. 
Posteriormente jugó en la Universidad de Louisville desde 2004 a 2008, promediando 8.9 puntos y 5.7 rebotes por partido. Terminada su etapa universitaria se especuló con que pudiera convertirse en el segundo jugador de nacionalidad colombiana que accediera a la NBA, si bien finalmente no resultó elegido por ninguna franquicia en el Draft de la NBA de 2008.
Tras esta decepción, decide marcharse a Europa y firma un contrato por el CB Gran Canaria de la liga ACB, la máxima competición del baloncesto en España que posteriormente lo cede al UB La Palma de LEB Oro, segunda categoría en España.
Luego de disputar dos temporadas en LEB Oro, la última de las cuales se convirtió en uno de los jugadores más valorados de la competición con unos números de 16,9 puntos y 6,5 rebotes por partido, el CB Gran Canaria decidió recuperar al jugador inscribiéndolo como extracomunitario para disputar la liga Endesa 2011/12.
Tras un año en la Pro A francesa, pasa a formar parte en 2019 del Movistar Estudiantes de la Liga Endesa.

## Clubs
- CB Vic  (2008-2009)
- UB La Palma  (2009-2011)
- CB Gran Canaria  (2011-2012)
- Guerreros de Bogotá (2012-2013)
- JSF Nanterre (2013)
- BC Lietuvos rytas (2013-2014)
- Pınar Karşıyaka (2014-2016)
- Tofaş S.K. (2016-2017)
- Neptūnas Klaipėda (2017)
- Beşiktaş (2018)
- Élan Sportif Chalonnais (2018-2019)
- Movistar Estudiantes (2019')
- Libertadores de Querétaro (2022 - 2023)
- Changwon LG Sakers (2023 - presente)